# IDiS – Initiative Digitale Standards
IDiS, die Initiative Digitale Standards, ist eine gemeinsame Initiative von DKE (Deutsche Kommission Elektrotechnik Elektronik Informationstechnik in DIN und VDE) und DIN (Deutsches Institut für Normung e. V.), um die digitale Transformation der Normung national voranzubringen. IDiS versteht sich selbst als Community, unter deren Dach verschiedene Akteure aus Industrie, Verbänden und Behörden sowie der Wissenschaft zusammenfinden, netzwerken und als relevant identifizierte Themen voranbringen.

## SMART Standards
Das gemeinsame Ziel besteht in der Förderung der Entwicklung einer digitalen Norm (engl. SMART Standards) und deren Anwendung. SMART steht hierbei für: „Norm (Standard), deren Inhalte für Maschinen, Software oder sonstige automatisierte Systeme anwendbar (Applicable) und lesbar (Readable) sind und darüber hinaus anwendungs-/nutzerspezifisch digital bereitgestellt werden können (Transferable)“.
SMART Standards ermöglichen es, die Informationen aus Normen und Standards in einer maschinenlesbaren Form verfügbar zu machen. Diese Bereitstellung ermöglicht es den Anwendern von Standards, diese direkt in ihre Systeme zu importieren und anwendungsbezogen zu nutzen.

## Bisherige Arbeiten
Zum Zeitpunkt der Gründung im Juni/Juli 2020 lag der Schwerpunkt zunächst auf der Erarbeitung eines gemeinsamen Verständnisses bezüglich der Digitalisierung der Normung und der damit einhergehenden Herausforderungen für die Zukunft. In einem nächsten Schritt wurden Anwendungsfälle von SMART Standards entwickelt. Die Anwendungsfälle beschreiben grundlegend, was im Umgang mit SMART Standards bei Erstellung, Management, Bereitstellung und Nutzung von Normen möglich sein wird. In weiteren Arbeiten werden Möglichkeiten zur Quantifizierung des konkreten Nutzens von SMART Standards auf Seiten der Anwender erarbeitet sowie Pilotprojekte durchgeführt, um die Machbarkeit und Wirksamkeit neuer Ideen, Prozesse und Methoden zu testen. Die Ergebnisse der Arbeiten werden regelmäßig in Form von Whitepapers veröffentlicht.

## Struktur und Arbeitsweise
Das IDiS-Plenum richtet sich an alle IDiS-Teilnehmer und trifft sich zwei Mal im Jahr zum allgemeinen Informations- und Meinungsaustausch, während die Mitglieder einzelner Adhoc-Gruppen sich regelmäßig zu ihren jeweiligen Themen austauschen.